# Cao Biao
Cáo Biāo (chinesisch 曹彪, Pinyin Cáo Biāo, IPA (hochchinesisch) [[Liste der IPA-Zeichen#|tsʰɑo̯35 b̥i̯ɑo̯5]], W.-G. Ts'ao Piao; Zì 朱虎,  Zhūhŭ,  Chu-hŭ; * 195; † 251) war ein Sohn des chinesischen Warlords Cao Cao in der Zeit der Drei Reiche.
Als Sohn einer minderen Konkubine hatte er bei Hofe keine besondere Bedeutung. In Gefahr geriet er, als der Wei-General Wang Ling seit dem Jahr 249 plante, ihn anstelle von Cao Fang als Kaiser einzusetzen. Der Regent Sima Yi vereitelte den Plan im Jahr 251, verschonte Cao Biao aber.
Cao Biao hatte einen Sohn: Cao Jia (chinesisch 曹嘉).